# ホーンビル祭

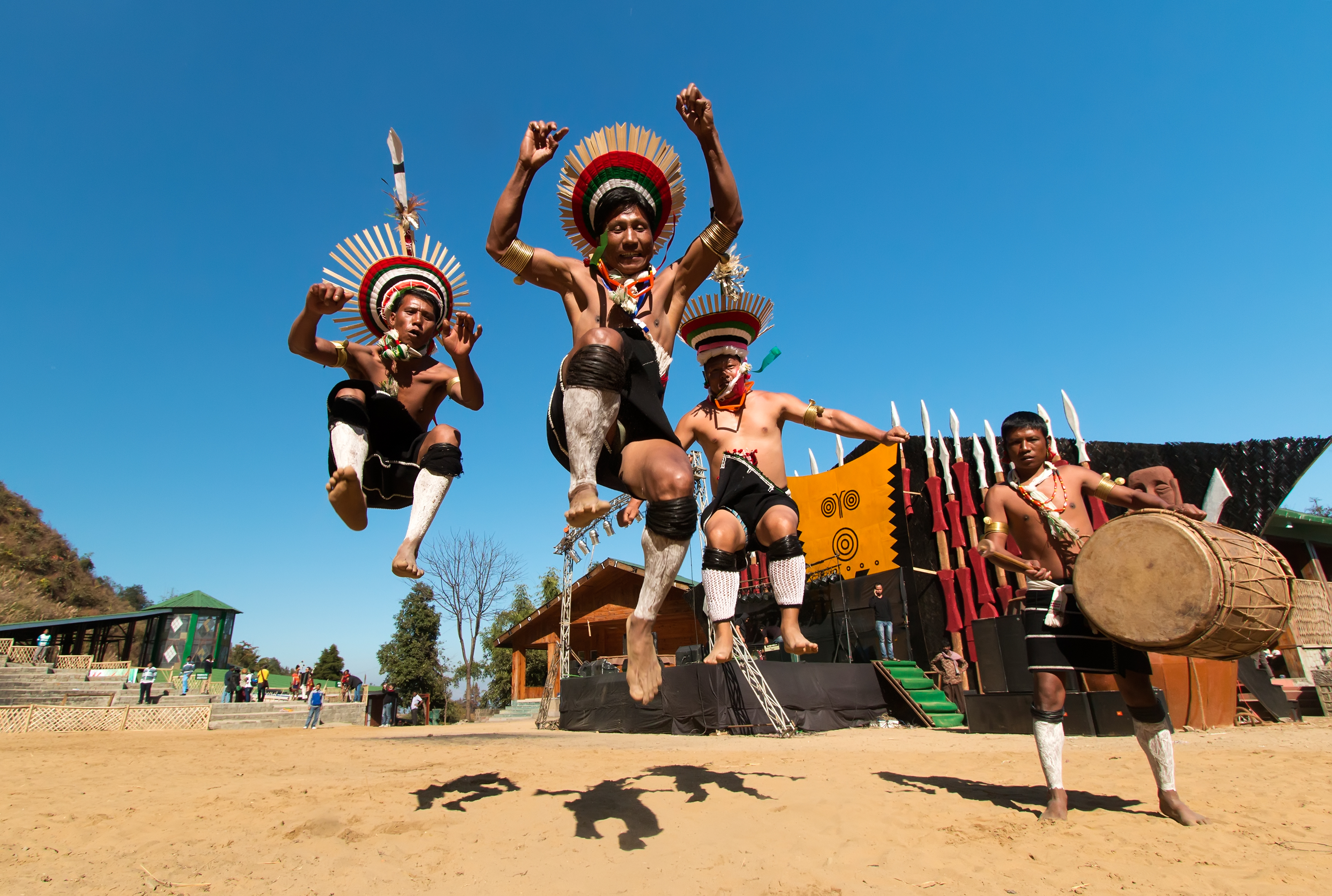
ホーンビル祭のために練習中

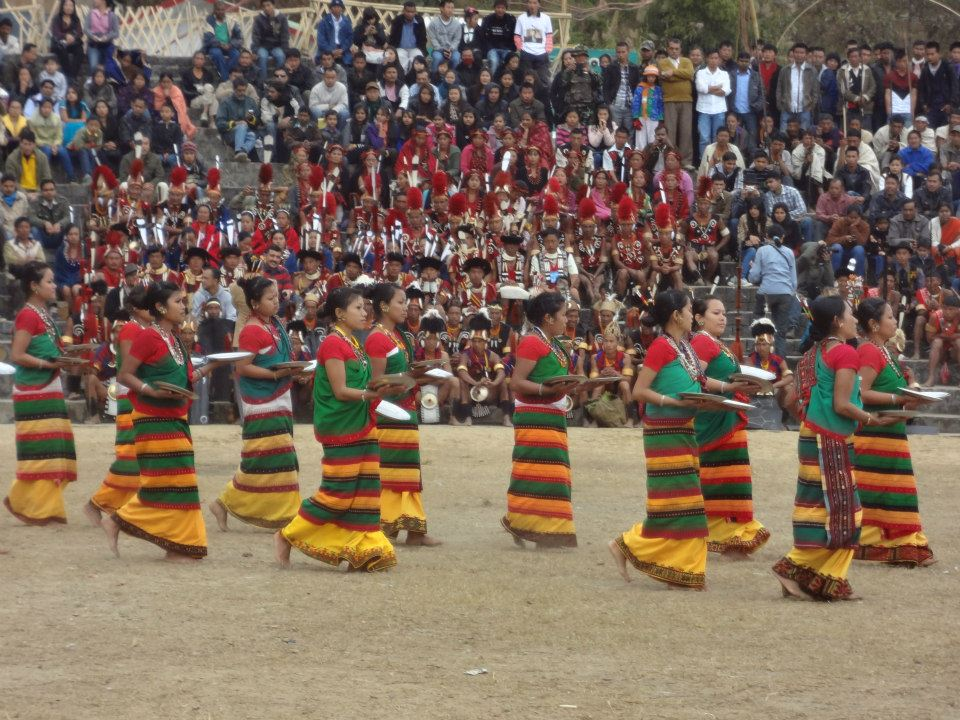
カチャリ族の女性たちの踊りも披露

ホーンビル祭（ホーンビルまつり、英語: Hornbill Festival）は、北東インドにあるナガランド州の州都コヒマで行われる、州居住民族の祭りである。

## 概要
ホーンビル祭はインド・ナガランド州のコヒマで行われる、州居住民族の祭りである。2000年から始まり、首都コヒマ郊外のナガ伝統村（Naga Heritage Village）で行われ、通常12月の第１週に行われる。ナガランド州観光協会が主催していて、通常州内への旅行が制限されている中、その期間は観光客を受け入れている。ホーンビルはこの地域でよく見られる名鳥「サイチョウ」の英語名で、それから命名されている。
この祭りの中では、ナガランド州に居住する各民族の歌、踊りなどが披露され、工芸品なども展示されて、キャンプやゲームなど様々な活動も行われる。

## 参照項目
- ナガランド州の民族